# Anandana
Anandana är en ort i Benin.   Den ligger i departementet Donga, i den centrala delen av landet, 400 kilometer norr om huvudstaden Porto-Novo. Anandana ligger 361 meter över havet och antalet invånare i och runt omkring orten är 10 784.
Terrängen runt Anandana är platt. Närmaste större samhälle är Birni, 15,2 kilometer öster om Anandana. 
Omgivningarna runt Anandana är huvudsakligen savann. Runt Anandana är det ganska tätbefolkat, med 60 invånare per kvadratkilometer.